# Dominois
Dominois (picardisch: Domino) ist eine nordfranzösische Gemeinde mit 170 Einwohnern (Stand 1. Januar 2022) im Département Somme in der Region Hauts-de-France. Die Gemeinde liegt im Arrondissement Abbeville und ist Teil der Communauté de communes Ponthieu-Marquenterre und des Kantons Rue.

## Geographie
Die Gemeinde liegt rund 9,5 km nordnordwestlich von Crécy-en-Ponthieu am linken (südlichen) Ufer des Flusses Authie; eine Brücke verbindet sie mit Douriez am rechten Ufer. Auf einer Anhöhe im Westen gehört der Weiler Petit Chemin mit seinem Südteil zu Dominois (der Norden ist Teil der Gemeinde Argoules). Das Gemeindegebiet liegt im Regionalen Naturpark Baie de Somme Picardie Maritime.

## Toponymie und Geschichte
Der Gemeindename wird von einer Domäne abgeleitet.
Im 12. Jahrhundert wurde inmitten der vermoorten Flussaue eine Festung errichtet. Bis gegen Ende des 19. Jahrhunderts wurde Hopfen angebaut.

## Einwohner
| 1962 | 1968 | 1975 | 1982 | 1990 | 1999 | 2006 | 2011 |
| ---- | ---- | ---- | ---- | ---- | ---- | ---- | ---- |
| 242  | 209  | 201  | 183  | 169  | 141  | 143  | 200  |

## Sehenswürdigkeiten
- Kirche Saint-Antoine und Saint-Denis
- Kriegerdenkmal